# マヘンドラ・ビール・ビクラム・シャハ
マヘンドラ・ビール・ビクラム・シャハ・デーブ（ネパール語: महेन्द्र वीर बिक्रम शाहदेव, ラテン文字転写: Mahendra Bir Bikram Shah Dev、1920年6月11日 - 1972年1月31日）は、ネパール王国の第9代君主（在位：1955年 - 1972年）。第8代トリブバンの長男。

## 生涯

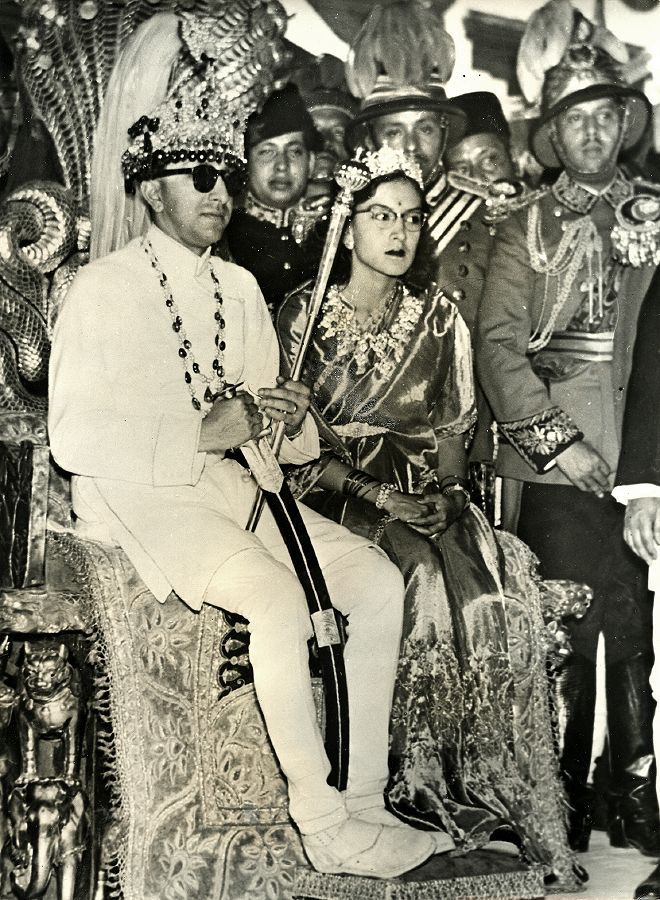
マヘンドラの戴冠式

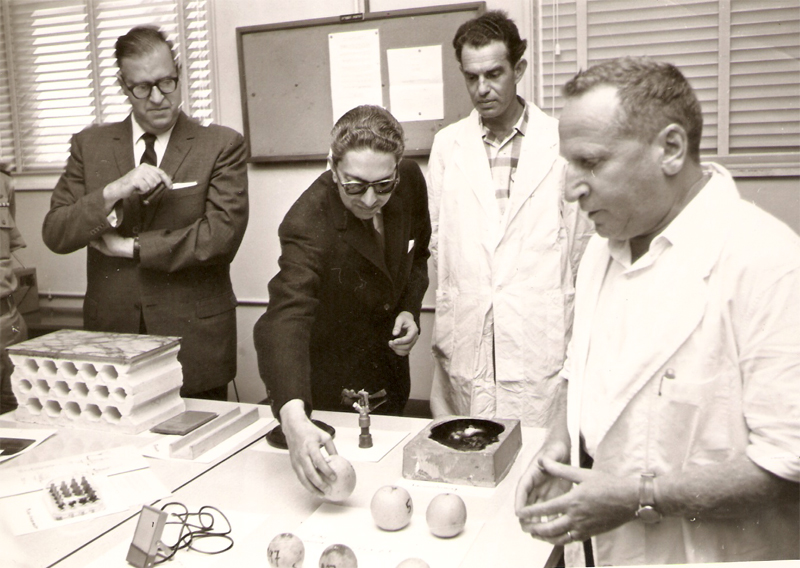
マヘンドラ（中央、1958年、ワイツマン科学研究所にて）

1920年6月11日、トリブバン・ビール・ビクラム・シャハの息子として生まれた。
1950年、父王トリブバンとともにラナ家の監視から逃れるため、インドへと亡命した。その際、マヘンドラの息子ギャネンドラが一時的に宰相のラナ家によって王として祭り挙げられた。翌年、父とともにインドへの帰還を果たした。
1955年3月13日、父王トリブバンが崩御したことにより、王位を継承する。
1959年、憲法を公布してネパール初の総選挙を実施した。選挙の結果ネパール会議派が大勝し、ビシュエシュワル・プラサード・コイララ内閣が誕生した。
しかし、改革を進めようとする内閣と権力を維持したい国王は次第に対立を深め、1960年、マヘンドラはクーデターを起こして憲法を停止し、内閣・議会を解散した。また、コイララ首相、マートリカ・プラサード・コイララ、ギリジャー・プラサード・コイララ、クリシュナ・プラサード・バッタライ、マン・モハン・アディカリ、クンワル・インドラジット・シンハ、ガネーシュ・マン・シンハ、タンカ・プラサード・アーチャリヤ、スーリヤ・プラサード・ウパディヤイら政党指導者を逮捕し、国王首班による大臣、副大臣らによる内閣を組閣した。
1962年、政党の禁止、パンチャーヤト制などを定めた新憲法を公布した。また、首相の任免は国王が行った。以後、ネパールは1990年に次代のビレンドラ国王が民主化を行うまで複雑な間接民主制が行われた。
マヘンドラは諸外国との国交樹立に精力的だった。1956年にはスイスと、1957年4月にはエジプトと、同年7月にスリランカと国交を樹立した。また、インドを牽制する目的で、パキスタンとも外交を樹立した。それより先、1955年には中国とも国交を樹立し、1961年にネ中国境条約を結んだ。
1972年1月31日、バラトプルで崩御した。